# Isla Graves
Isla Graves är en ö i Chile.   Den ligger i regionen Región de Magallanes y de la Antártica Chilena, i den södra delen av landet, 2 200 km söder om huvudstaden Santiago de Chile. Arean är 18,6 kvadratkilometer.
Terrängen på Isla Graves är lite kuperad. Öns högsta punkt är 550 meter över havet. Den sträcker sig 6,4 kilometer i nord-sydlig riktning, och 5,6 kilometer i öst-västlig riktning.